# Frihedskors (Estland)
Frihedskors (estisk: Vabadusrist) er en estisk orden. Den blev indstiftet den 24. februar 1919 til belønning af indsats under den estiske krig for uafhængighed. Tildeling for dette fandt sted indtil 1925, da videre tildeling blev indstillet ved lov. Frihedskors blev i 1996 genoptaget som orden og kan tildeles i tilfælde af Estlands uafhængighed atter skal forsvares i krig. Frihedskorset er Estlands højeste udmærkelse.

## Inddeling
Frihedskors er inddelt i tre klasser. Hver af disse er igen inddelt i tre grader.
1. klasse for militære fortjenester
- 1. klasse, 1. grad
- 1. klasse, 2. grad
- 1. klasse, 3. grad

2. klasse for udvist personligt mod
- 2. klasse, 1. grad
- 2. klasse, 2. grad
- 2. klasse, 3. grad

3. klasse for administrative og civile fortjenester
- 3. klasse, 1. grad
- 3. klasse, 2. grad
- 3. klasse, 3. grad

## Insignier
Ordenstegnet for Frihedskors består af et latinsk krykkekors. Metal, farver og motiv i midtermedaljonen varierer efter klasse og grad. Ordenstegnene for 1. klasse er hvidemaljeret og er i guld for 1. grad, i sølv for de to øvrige grader. Midtermedaljonen er sort og viser en pansret arm med hævet sværd og bogstavet E. For 2. klasse er korset for 1. grad i guld med sort emalje. Korset er i sølv for 2. grad og i oxideret jern for 3. grad. Midtermedaljonen er her rød og bærer samme motiv som for 1. klasse. For 3. klasse er korset i blå emalje i guld eller sølv. Midtermedaljonen er hvid med bogstavet E i sort. Bagsiden bærer indskriften «24. II 1919».
Ordensbåndet i farverne sort, hvidt og blåt. Dette er farverne i Estlands flag. For 1. klasse er båndet sort med hvide og blå kanter, for 2. klasse blåt med hvide og sorte kanter og for 3. klasse hvidt med sorte og blå kanter.

## Tildeling
Fra oprettelsen til tildeling indstilledes i 1925 fandtes i alt 3.224 tildelinger af Frihedskors. Udmærkelsen blev også tildelt udlændinge. Blandt disse var der flest fra Finland (678), men også et betydelig antal fra Storbritannien (129). Den sidste indehaver af Frihedskors døde i 2000. Efter genoptagelsen af ordenen har ingen tildelinger fundet sted, da disse kun finder sted når Estland er i krig.